# Villeguillo
Villeguillo es un municipio y localidad española de la provincia de Segovia, en la comunidad autónoma de Castilla y León. El término municipal, ubicado entre la Campiña Segoviana y la Tierra de Pinares, tiene una población de 120 habitantes (INE 2024).

## Geografía
Se localiza a 59 km de Segovia y unos 50 km de Valladolid, siendo la distancia a Madrid de 148 km. El municipio tiene una superficie de 16,69 km². La localidad se encuentra situada en el Camino de Santiago de Madrid.
| Noroeste: Llano de Olmedo (Valladolid)                          | Norte: Llano de Olmedo (Valladolid) | Noreste: Villaverde de Íscar |
| Oeste: Llano de Olmedo (Valladolid), Fuente-Olmedo (Valladolid) |                                     | Este: Coca                   |
| Suroeste: Fuente de Santa Cruz                                  | Sur: Coca                           | Sureste: Coca                |

## Historia
Según el historiador Marcos García García, del que después toma referencia Germán Delibes de Castro, dentro del término municipal a un kilómetro de la núcleo poblacional, en la zona conocida como la cuesta del Pájaro se encuentra el más complejo recinto de foso de época calcolítica.
Dentro del alfoz de la Universidad y tierra de Coca su primera referencia es de 1247. En 1785 queda clasificada como un Lugar de señorío secular de la Provincia de Segovia, Partido de Coca con Alcalde pedáneo.
Hacia mediados del siglo XIX, el lugar tenía contabilizada una población de 156 habitantes. Aparece descrito en el decimosexto volumen del Diccionario geográfico-estadístico-histórico de España y sus posesiones de Ultramar de Pascual Madoz de la siguiente manera:

VILLEGUILLO: l. con ayunt. de la prov. y dióc. de Segovia (9 leg.), part. jud. de Sta. Maria de Nieva (4), aud. terr. de Madrid (24), c. g. de Castilla la Mueva. sit. en una estensa llanura; reinan todos los vientos, en particular los del N. y O.; el clima es templado y afecto á calenturas estacionales. Tiene 58 casas inferiores y de escasas comodidades; una plaza; casa de ayunt. con cárcel; escuela de primeras letras, comun á ambos sexos, dotada con 600 rs., y una igl. parr. (San Pedro Apóstol) con curato de primer ascenso y de provisión ordinaria, y un beneficiado de igual provisión; cementerio bien situado, una fuente al E. de la pobl. Confina el térm. N. Olmedo; E. Coca; S. Coca y Ciruelos de Coca, y O. Fuente de Sta. Cruz: se estiende 1/2 leg. de N. á S., é igual dist. de E. á O., y comprende un monte pinar que produce de 2 á 3,000 rs. la piña que cría: una deh. como de 80 obradas de cabida, y diferentes prados, que se destinan para degranar las mieses; le atraviesa el r. Eresma, pasando á 1/4 de leg. de la pobl. por su lado E. El terreno es de secano de 2.ª y 3.ª calidad. caminos: de herradura y locales en mediano estado. El correo se recibe en Coca por una persona que manda el ayunt. á recogerlo. prod.: trigo, cebada, centeno, algarrobas, garbanzos y piñones; mantiene ganado lanar, vacuno y mular, y cria caza de liebres y perdices. ind.: la agrícola. pobl.: 55 y medio vec., 156 alm. cap. imp.: 51,814 rs. contr.: 20'72 por 100.
(Madoz, 1850, p. 309)

## Demografía
Cuenta con una población de 120 habitantes (INE 2024).
| Gráfica de evolución demográfica de Villeguillo entre 1842 y 2021                                                     |
| |
| Población de derecho según los censos de población del INE. Población de hecho según los censos de población del INE. |

| 139           | 141 | 132 | 156 | 191 | 183 | 154 | 118 | 110 | 111 | 105 | 112 |
| (Fuente: INE) |     |     |     |     |     |     |     |     |     |     |     |

## Administración y política
| Periodo   | Nombre                                                                    | Partido |
| --------- | ------------------------------------------------------------------------- | ------- |
| 1979-1983 | Casto Rincón Minguela                                                     | UCD     |
| 1983-1987 | Andrés Sanz Torrejón                                                      | PSOE    |
| 1987-1991 | Andrés Sanz Torrejón                                                      | PSOE    |
| 1991-1995 | Andrés Sanz Torrejón                                                      | PSOE    |
| 1995-1999 | Julio Pérez Jiménez                                                       | AE      |
| 1999-2003 | Julio Pérez Jiménez                                                       | AE      |
| 2003-2007 | Julio Pérez Jiménez                                                       | PP      |
| 2007-2011 | Julio Pérez Jiménez                                                       | PP      |
| 2011-2015 | Julio Pérez Jiménez Ángel Rodríguez Velázquez (2013-)                     | PP      |
| 2015-2019 | Ángel Rodríguez Velázquez                                                 | PP      |
| 2019-2023 | Ángel Rodríguez Velázquez (2019-2020)Alejandro Lázaro Vallejo (2020-2023) | PSOEPP  |
| 2023-act. | Alejandro Lázaro Vallejo                                                  | PP      |

## Símbolos
El escudo heráldico que representa al municipio se blasona de la siguiente manera:

Escudo partido y medio cortado. Primero, de gules con una llave de oro y otra de plata, puestas en aspa. Segundo, de oro con un pino arrancado, de su color; cortado de azur con una banda de oro. Bordura general de ora con cinco estrellas de azur. Timbrado de la Corona Real Española.
Boletín Oficial de Castilla y León nº 234/1997 de 30 de septiembre de 1997

La descripción textual de la bandera es la siguiente:

Bandera cuadrada de proporción 1:1, de color verde, con una faja ondeada azul; con el escudo municipal en el centro, en sus colores.
Boletín Oficial de Castilla y León nº 234/1997 de 30 de septiembre de 1997

## Patrimonio
- Iglesia parroquial de San Pedro Apóstol acabada en 1687 y su torre campanario en 1688. Pertenece a la diócesis de Segovia dentro del Arciprestazgo de Coca-Santa María la Real de Nieva. Responde a la tipología de iglesia del barroco de la zona: aparejo de ladrillo cocido con muro levantado en tapial. El tamaño y la riqueza del templo denotan la importancia que en sus tiempos debió tener la población. Es muy probable que se construyese sobre otra iglesia anterior. De planta basilical, consta de tres naves y tribuna a los pies. La central, de mayor tamaño tiene una cúpula encamonada sobre el presbiterío, donde se conservan frescos del barroco. En el centro de ésta, el símbolo de la parroquia: una tiara papal sobre las llaves petrinas (este símbolo se vuelve a repetir en el frontal del altar mayor, en la piedra que data la torre, en la cara norte de ésta y en el sello parroquial) y los cuatro evangelistas en las esquinas. También está situado el altar mayor, cuyo retablo dorado de tres cuerpos, pertenece a la tipología de "retablo sagrario" que albergan a modo de templete la forma entre cuatro columnas.
- Real Pósito del lugar de Billeguillo Durante el reinado de Carlos IV se construyeron por toda la zona varios pósitos o paneras que tenían como función almacenar el grano, sobre todo trigo, para garantizar su suministro a precios razonables cuando éste escaseaba. Dependía su gestión del concejo.
- Solar del Palacio de los marqueses de Herrera.

## Fiestas y eventos
- Fiestas en honor a San Antonio de Padua celebradas el 13 de junio. Destaca el tradicional repique de campanas en la iglesia a cargo de los jóvenes del pueblo.
- Campeonato de Frontenis organizado por la Asociación de Amigos del Frontenis y el Ayuntamiento de Villeguillo. Tiene lugar en el frontón municipal y se celebra en torno al 25 de julio. Considerado como uno de los más importantes de Castilla y León.